# Cincinnati Monarchs
I Cincinnati Monarchs furono una franchigia di pallacanestro della ABA 2000, con sede a Cincinnati, Ohio.
Creati nell'autunno del 2004 disputarono poche partite della stagione 2004-05 prima di dichiarare bancarotta nel gennaio del 2005.

## Stagioni
| Stagione | Lega     | Denominazione       | V | P | %    | Piazzamento | Play-off |
| -------- | -------- | ------------------- | - | - | ---- | ----------- | -------- |
| 2004-05  | ABA 2000 | Cincinnati Monarchs | 7 | 7 | 50,0 | 5º          | -        |